# Daviscupový tým Maďarska
Daviscupový tým Maďarska reprezentuje Maďarsko v Davis Cupu, nejvýznamnější mezinárodní soutěži tenisových mužstev. Řídí ho Maďarský tenisový svaz.
Maďaři se účastní Davisova poháru od roku 1924. V letech 1929, 1949, 1976 a 1978 se jim podařilo postoupit mezi nejlepší čtyři týmy evropské zóny. Po změně hracího systému v roce 1981 třikrát nastoupili ve Světové skupině: 1994, 1996 a 2018, pokaždé vypadli v prvním kole a neuspěli v následné baráži. V kvalifikaci roku 2019 prohráli s Německem a budou hrát euroafrickou zónu.
Historicky nejúspěšnějším hráčem je Balázs Taróczy, který vyhrál 50 zápasů ve dvouhře a 24 ve čtyřhře.

## Sestava
- Zsombor Piros
- Márton Fucsovics
- Dávid Szintai
- Gábor Borsos
- Peter Nagy